# ران دلینی
ران دلینی (انگلیسی: Ron Delany؛ زادهٔ ۶ مارس ۱۹۳۵) دونده اهل جمهوری ایرلند است.
وی در مسابقات کشوری و بین‌المللی در مجموع برندهٔ ۲ مدال طلا، ۱ مدال برنز شده‌است.